# 巴蘭半鱨
巴蘭半鱨為輻鰭魚綱鯰形目鱨科的其中一種，為熱帶淡水魚類，分布於亞洲婆羅洲北部淡水流域，體長可達24公分，棲息在底層水域，生活習性不明。

## 扩展阅读
維基物種上的相關：巴蘭半鱨